# Dyspersja (optyka)
Uzasadnienie: bardzo bliska tematyka

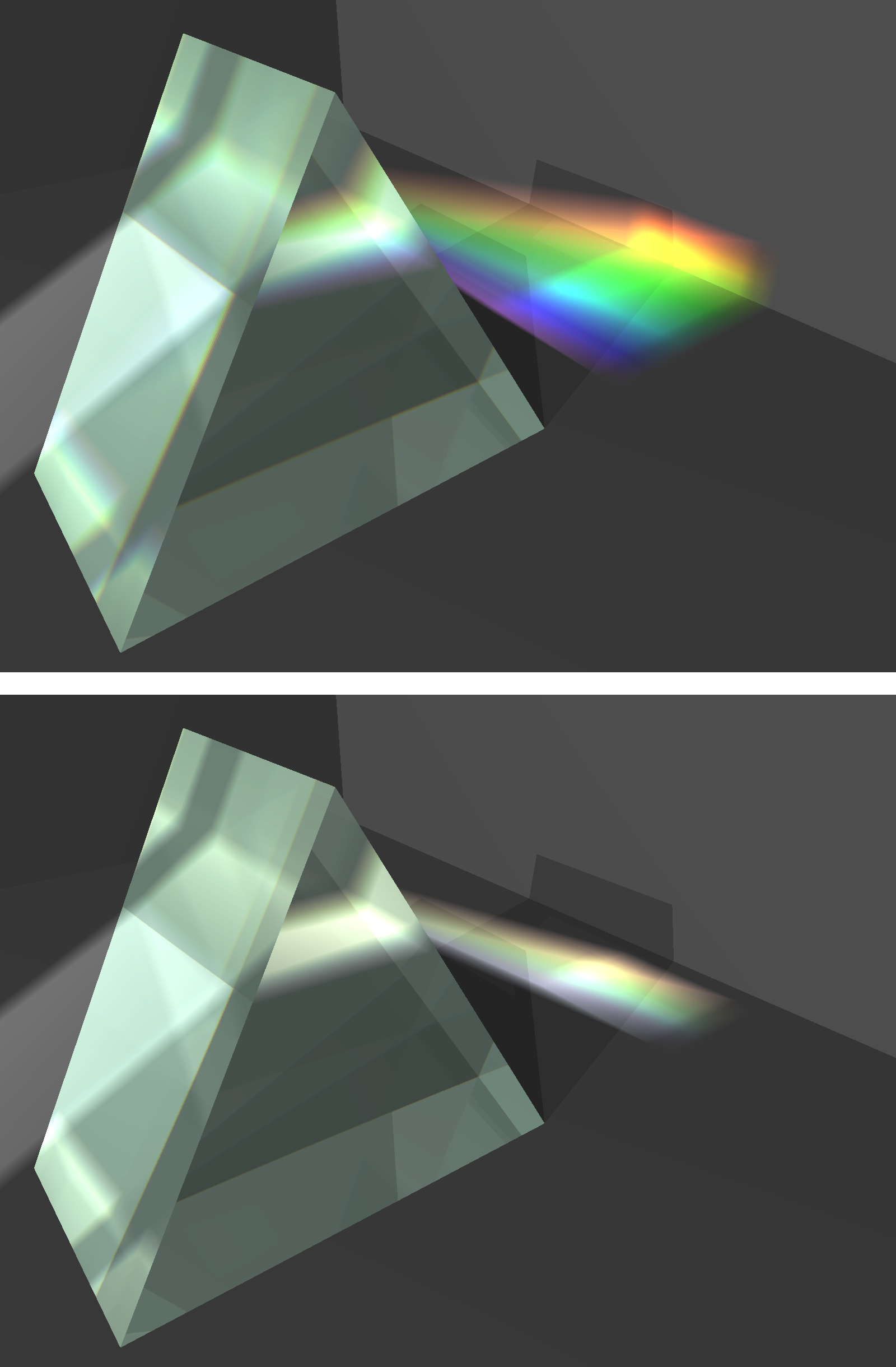
Rozszczepienie światła białego w pryzmacie o dużej (u góry) i małej (na dole) dyspersji

Zależność współczynnika załamania światła od długości fali światła dla różnych szkieł. Zacieniowany obszar - dla światła widzialnego.

Dyspersja – zależność współczynnika załamania światła od częstotliwości jego fali. Jednym ze skutków dyspersji jest to, że wiązki światła o różnych barwach (długościach fal), padające na granicę ośrodków pod kątem innym od zera, załamują się pod różnymi kątami. Efekt ten można zaobserwować, gdy światło białe pada na pryzmat i ulega rozszczepieniu na barwy tęczy.
Współczynnik załamania światła wynika z prędkości rozchodzenia się światła w ośrodku. W optyce za dyspersję uznaje się też zależność prędkości rozchodzenia się światła od innych czynników np. w falowodzie określa się dyspersję modową, w której prędkość ruchu modu wzdłuż falowodu zależy od jego drogi w falowodzie.
Zależność współczynnika załamania światła od długości fali światła nazywana jest współczynnikiem dyspersji i jest parametrem określającym własności minerałów. Minerały o dużej dyspersji odpowiednio oszlifowane mienią się różnymi barwami w wyniku rozszczepiania światła białego.
Dyspersja w optyce jest szczególnym przypadkiem ogólniejszego zjawiska dyspersji fali, które oznacza zależność prędkości fazowej i grupowej fali od jej częstotliwości, a tym samym i długości. W ośrodku niedyspersyjnym, gdzie ta zależność nie występuje, prędkość fazowa fali jest jednakowa dla wszystkich długości fal i jest równa prędkości grupowej. Przykładem niedyspersyjnego rozchodzenia się światła jest rozchodzenie się fali elektromagnetycznej w próżni. Jednak dla niemalże każdego materiału rozchodzenie się światła jest dyspersyjne.
Czasem dyspersja optyczna ma szersze znaczenie – bywa synonimem rozszczepienia światła, które następuje też przy dyfrakcji (ugięciu).

## Opis matematyczny
Dla fali elektromagnetycznej rozchodzącej się w jonosferze i wielu innych ośrodkach iloczyn prędkości fazowej i grupowej jest stały i wynosi
{\displaystyle v_{p}\cdot v_{g}={\frac {\omega }{k}}{\frac {d\omega }{dk}}=c^{2}.}
Prędkość grupowa jest mniejsza lub równa prędkości światła w próżni, a prędkość fazowa jest równa lub większa od prędkości światła.
Ogólniej, tak zwana relacja dyspersji może być zapisana w postaci:
{\displaystyle \omega (k)={\frac {c\,k}{n}},}
gdzie:
{\displaystyle k={\tfrac {2\pi }{\lambda }}} – liczba falowa, a {\displaystyle \lambda } – długość fali,
{\displaystyle c} – prędkość światła w próżni,
{\displaystyle n} – współczynnik załamania światła.
Szczegółowa zależność {\displaystyle n(\lambda )} określa własności fali.

## Miara dyspersji
Miarą dyspersji dla danej długości fali jest pochodna współczynnika załamania po długości fali lub po liczbie falowej:
{\displaystyle {\frac {dn\left(\lambda \right)}{d\lambda }}={\frac {dn(k)}{dk}}.}
Aby liczbowo określić wielkość dyspersji w całym zakresie światła widzialnego, definiuje się dyspersję średnią, czyli:
{\displaystyle n_{F}-n_{C},}
gdzie:
{\displaystyle n_{F}} – współczynnik załamania dla światła niebieskiego (linia Fraunhofera F – 486,1 nm),
{\displaystyle n_{C}} – współczynnik załamania dla światła czerwonego (linia Fraunhofera C – 656,3 nm).
Dyspersją względną (zdolnością rozszczepiającą) nazywa się stosunek dyspersji średniej do refrakcji żółtej linii sodu D (589,6 nm):
{\displaystyle \Delta ={\frac {n_{F}-n_{C}}{n_{D}-1}}.}
Dla typowego szkła {\displaystyle \Delta =0{,}02.} Dla szkła flint dyspersja jest wysoka, osiągając wartość {\displaystyle \Delta =0{,}033.}
Odwrotność dyspersji względnej nosi nazwę liczby Abbego.

## Praktyczne znaczenie dyspersji
Dzięki rozszczepieniu światła możliwy jest dokładny pomiar natężenia promieniowania dla różnych długości fali. Służy do tego spektroskop optyczny. W oparciu o który powstała duża gałąź fizyki zwana spektroskopią. Przykładowo, dzięki niemu możliwa jest zdalna obserwacja wielu właściwości świecących ciał, można wyznaczyć temperaturę odległej gwiazdy, zbadać substancje w niej zawarte, określić prędkość ruchu.
W niektórych przyrządach optycznych dyspersja może powodować wady obrazu nazywane aberracją chromatyczną. Powoduje ona powstawanie na zdjęciu kolorowej obwódki wokół jasnych elementów na ciemnym tle.
Zjawisko załamania (refrakcji) zachodzi dla fal o różnej częstotliwości z różną siłą (dla ośrodków dyspersyjnych). W zakresie światła widzialnego wzrost częstotliwości powoduje spadek prędkości fali. Dla pewnych, szczególnych częstotliwości fal elektrony przezroczystego materiału wpadają w rezonans. Efektem tego zjawiska jest zniekształcenie zmian współczynnika załamania dla częstotliwości w pewnym małym zakresie, gdzie wraz ze wzrostem częstotliwości fali może nawet rosnąć jej prędkość, co będzie powodować zmniejszenie kąta załamania.
Ponieważ załamanie światła widzialnego zależy od częstotliwości, to przy dyspersji normalnej najsłabiej załamuje się światło czerwone, a najbardziej fioletowe (o najwyższej częstości). Zjawisko to wykorzystuje się do budowy soczewek korygujących aberrację chromatyczną (zob. achromat, apochromat).
Dyspersją nazywa się także zależność prędkości rozchodzenia się fali od innych czynników, na przykład w światłowodzie (zob. dyspersja chromatyczna).

## Historia
Sam fakt zabarwienia światła przy załamaniu oraz pryzmat były znane od niepamiętnych czasów. Średniowieczni uczeni jak Robert Grosseteste, Witelon i Teodoryk z Freibergu wyjaśniali za pomocą tego zjawiska tęczę, co ilościowo ukoronował Kartezjusz. Jednak sam powód zabarwienia nie był znany. Marin Cureau de La Chambre przypuszczał m.in. barwienie światła przez ośrodek i udział promieni wewnętrznie odbitych.
Dopiero Isaac Newton udowodnił, że załamywany promień białego światła jest poszerzony, poszczególne barwy nie ulegają dalszej dyspersji (co wiedział już Francesco Grimaldi) oraz że różnią się współczynnikiem załamania. Tym samym dzięki refrakcji i dyspersji udowodnił, że światło białe składa się z prostych barw. To jego można uznać za odkrywcę dyspersji optycznej we współczesnym sensie, tzn. różnicy współczynników załamania dla różnych barw.
Newton uznawał przy tym korpuskularną teorię światła. Później Thomas Young opisał dyspersję w sensie falowym, sugerując że światło czerwone jest falą najdłuższą, a fioletowe – najkrótszą.